# Florian Kringe
Florian Kringe (Siegen, 1982. augusztus 18. –) német labdarúgó, az FC St. Pauli középpályása.